# Johan Henrik Kellgren

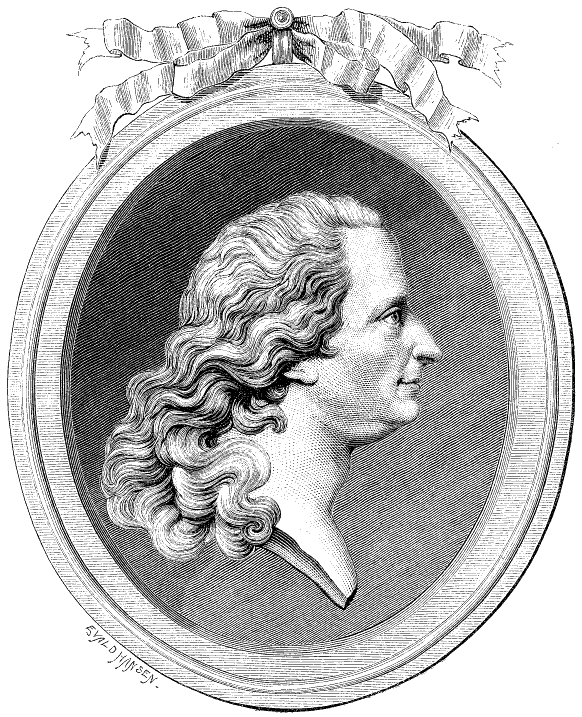
Johan Henrik Kellgren

Johan Henrik Kellgren (* 1. Dezember 1751 in Floby; † 20. April 1795 in Stockholm) war ein schwedischer Dichter und Literat sowie führender Vertreter der schwedischen Aufklärung.

## Leben
Kellgrens Vater war Pfarrer. Nach dem Besuch des Gymnasiums studierte Kellgren an der Universität Åbo, wo er zwei Jahre darauf zum Dozenten ernannt wurde. Er arbeitete ebenfalls als Hauslehrer. Bekannt wurde er als Mitarbeiter, Literaturkritiker und zeitweiliger Herausgeber der Stockholmer Zeitung Stockholms-Posten. Kellgren war nicht verheiratet.

## Bedeutung und Wirksamkeit
Kellgren stritt in zahlreichen, oft satirischen Gedichten für die Ideen der Aufklärung und kämpfte gegen Dummheit, Aberglauben und Fanatismus. Seine Gedichte zeichnen sich durch einen eleganten Stil aus. Sein großes Gedicht Ljusets fiender (Die Feinde des Lichts) enthält eine brillante Abrechnung mit den Gegnern der Aufklärung: Schwärmer, Betrüger, Dogmatiker usw. Daneben schrieb Kellgren auch Oden, Liebesgedichte, Essays und Dramen.
Einige Zeit war Kellgren ein enger Mitarbeiter des Königs Gustav III. Er schrieb nach dessen (französischsprachigen) Prosaentwürfen die schwedischsprachigen Libretti zu Joseph Martin Kraus’ Opern Proserpin (1781) und Æneas i Carthago (postum). Aus der Vorlage des Königs zu einer Oper Gustav Wasa erarbeitete Kellgren ein weiteres Opernlibretto, das in der Vertonung von Johann Gottlieb Naumann 1786 uraufgeführt wurde und ein großer Erfolg war. Gustav Wasas Arie Ädla skuggor, vördade fäder fungierte lange als inoffizielle schwedische Nationalhymne. Kellgren wurde zum königlichen Sekretär ernannt und war Gründungsmitglied der 1786 vom König gestifteten Schwedischen Akademie. Nachdem Gustav III. im Jahr 1789 durch den so genannten förenings- och säkerhetsakten noch mehr Macht an sich riss, als ihm nach der Verfassung zustand, zog sich Kellgren zurück, behielt aber seine Ämter und Titel.
Kellgren richtete in einem 1778 veröffentlichten Gedicht (Mina löjen, ungefähr: Mein Gelächter) scharfe Angriffe gegen Carl Michael Bellman, dem er die Verherrlichung von sexuellen Ausschweifungen und von Trunksucht vorwarf. Später änderte Kellgren freilich seine Meinung und schrieb ein außerordentlich achtungsvolles Vorwort zu Bellmans 1790 erschienener Liedersammlung Fredmans epistlar. Im Gegenzug widmete Bellman ihm eines seiner schönsten Lieder (Liksom en Herdinna, Fredmans epistel Nr. 80).
Esaias Tegnér huldigt Kellgren in seinem Hexametergedicht Kronbruden wortgewaltig als größten aller schwedischen Dichter.